# موش آزمایشگاهی

موش آزمایشگاهی زال یک جاندار نمونه نمادین برای پژوهش‌های علمی در زمینه‌های مختلف است.

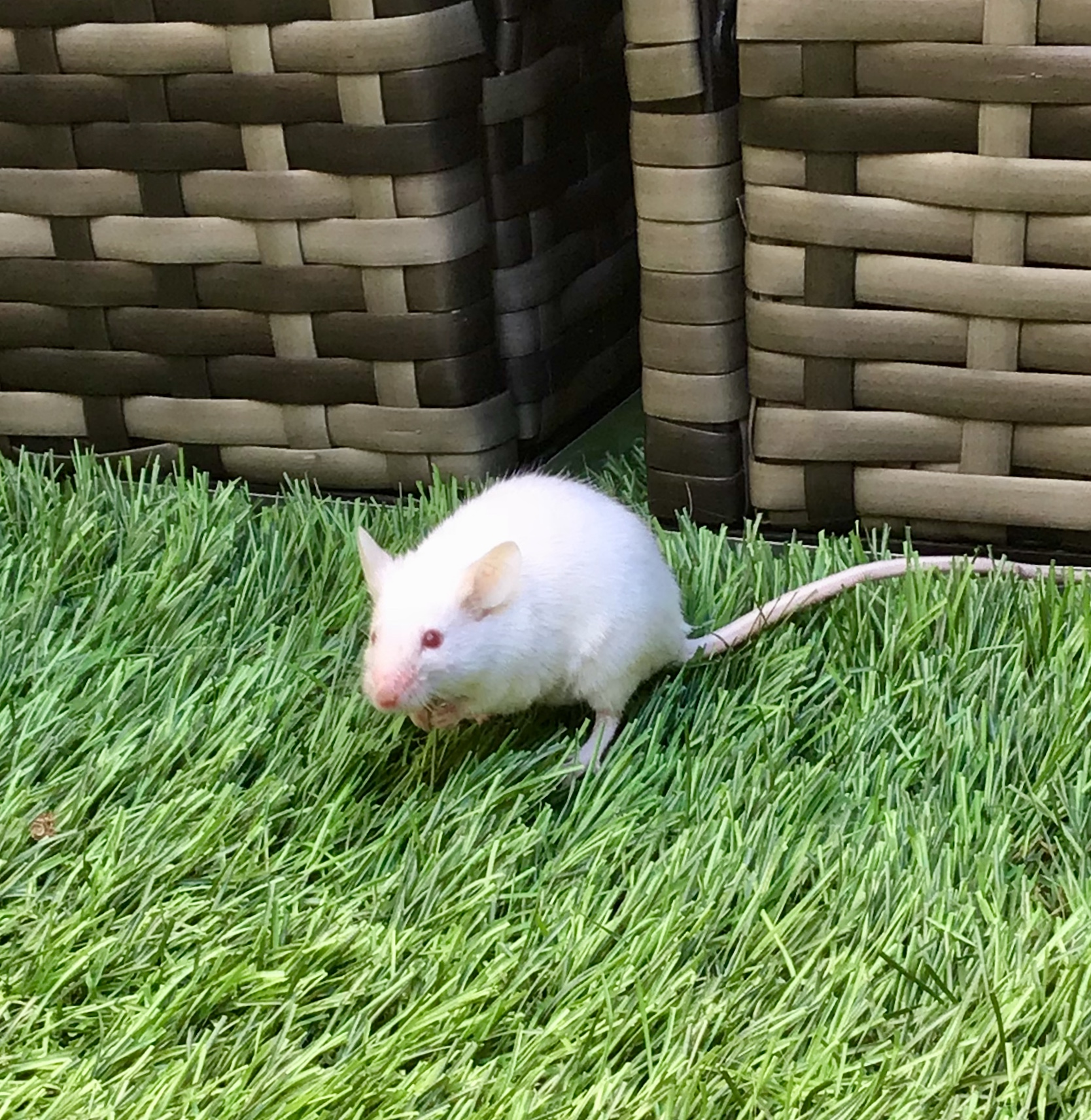
به عنوان حیوان خانگی نگهداری می‌شود

موش آزمایشگاهی (به انگلیسی: Laboratory mouse) پستاندار کوچکی از راسته جوندگان است که برای پزوهش‌های علمی یا غذای زنده برای حیوانات خانگی خاص پرورش داده می‌شود. موش‌های آزمایشگاهی معمولاً از گونه موش خانگی (Mus musculus) هستند. آنها رایج‌ترین مدل تحقیقاتی پستانداران هستند و برای پژوهش‌ها در زمینهٔ ژنتیک، فیزیولوژی، روان‌شناسی، پزشکی و دیگر رشته‌های علمی مورد استفاده قرار می‌گیرند. موش‌ها وابسته به ردهٔ هونیاسنجابک‌مانان (Euarchontoglires) هستند که شامل انسان‌ها نیز می‌شود. این رابطه نزدیک، همساخت‌شناسی بالای ارتباط با انسان، سهولت نگهداری و جابجایی آنها، و نرخ تولیدمثل بالای آنها، موش‌ها را به‌ویژه مدل‌های مناسبی برای پژوهش‌های انسان‌محور می‌کند. ژنوم موش آزمایشگاهی توالی‌یابی شده است و بسیاری از ژن‌های موش هم‌ساخت‌های انسانی دارند. موش‌های آزمایشگاهی در فروشگاه‌های حیوانات خانگی برای غذای مار فروخته می‌شوند و همچنین می‌توان آنها را به عنوان حیوان خانگی نگهداری کرد.
دیگر گونه‌های موش که گاهی در تحقیقات آزمایشگاهی مورد استفاده قرار می‌گیرند شامل دو گونه آمریکایی، موش پاسفید (Peromyscus leucopus) و موش گوزنی آمریکای شمالی (Peromyscus maniculatus) است.

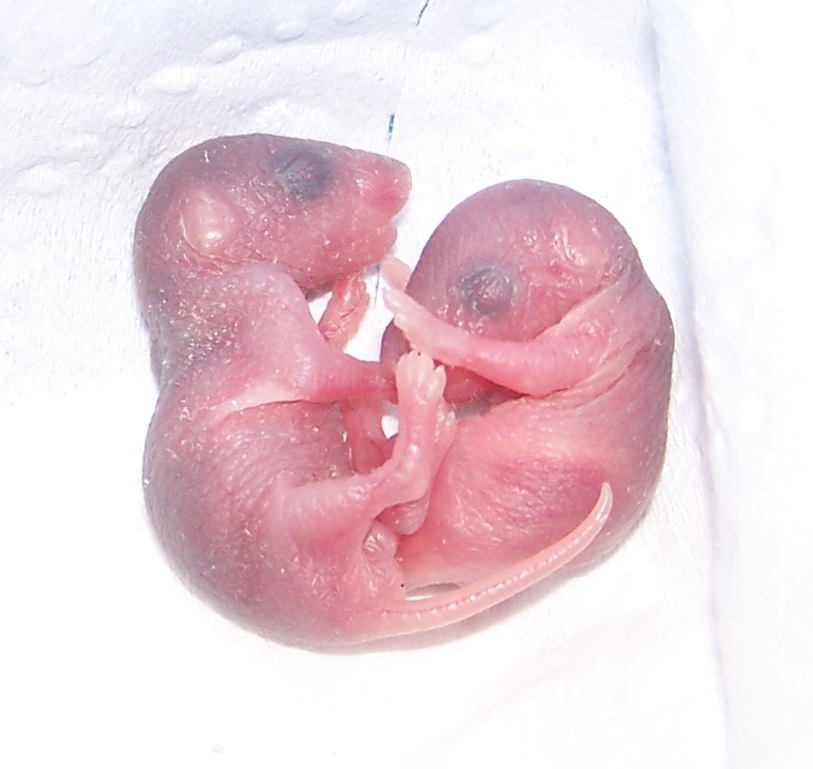
نوزاد یک‌روزه